# Casalnuovo a Piro
Casalnuovo a Piro, o semplicemente Piro, è una frazione dei comuni italiani di Casaluce e Teverola, nella provincia di Caserta, in Campania.

## Geografia fisica
Si trova nella zona nord-est del comune di Casaluce da cui dista circa 2 km, una parte del territorio rientra nel comune di Teverola, che si trova a sud della località. La zona essendo nel cuore della pianura campana è pianeggiante e caratterizzata da un paesaggio agricolo.

## Storia
Secondo Giuseppe Maria Galanti, nel XVIII secolo il feudo di Piro apparteneva ai certosini di Napoli, che successivamente si divisero in due famiglie: Pezone e Verolla. Entrambe le famiglie godevano del privilegio di esenzione da qualunque tributo verso lo stato, al tempo secondo le stime dei certosini erano di circa 2 000 nuclei.
Proprio tramite i certosini nel 1614 fu eretta la parrocchia San Nicola di Bari.
Già comune autonomo, fu riunito in età napoleonica con Aprano nel comune di Casaluce.

## Monumenti e luoghi d'interesse
- La chiesa parrocchiale San Nicola di Bari, definita anche San Nicola a Piro, intitolata a san Nicola di Bari, fu eretta nel 1614 e venne visitata da Carlo Carafa della Spina nel 1624. Abbandonata nei secoli a seguire, venne restaurata nel 1964 e decorata e tinteggiata nel 1980.[6]